# WSGI
WSGI (англ. Web Server Gateway Interface, вимовляється віскі або візґі) — стандарт взаємодії між Python-програмою, яка виконується на стороні сервера, і самим вебсервером, наприклад, Apache.

## Ідея
В Python існує велика кількість різного роду вебфреймворків, інструментаріїв і бібліотек. У кожного з них — власний метод встановлення та налаштування, вони часто написані так, що не можуть взаємодіяти між собою. Це може стати проблемою, бо вибір фреймворку може обмежити вибір вебсервера і навпаки.
WSGI надає простий і універсальний інтерфейс для взаємодії між більшістю вебсерверів і вебзастосунками чи фреймворками.

## Специфікації
Відповідно до стандарту WSGI, вебзастосунок має задовольняти наступні вимоги:
- має бути викличним (callable) об'єктом
- приймати два параметри:
  - словник змінних оточення (environ)
  - обробник запиту(start_response)
- викликати обробник запиту з кодом HTTP-відповіді та HTTP-заголовками
- повертати ітератор з тілом відповіді

Простим прикладом WSGI-застосунку може служити така функція:
```
 
def
 
simplest_wsgi_app
(
environ
,
 
start_response
):

     
start_response
(
'200 OK'
,
 
[(
'Content-Type'
,
 
'text/plain'
)])

     
return
 
[
'Hello, world!'
]

```

Тут як ітератор використовується список з одного елемента — рядка тексту 'Hello, world!'

## Middleware
Окрім вебзастосунків і вебсерверів стандарт дає визначення middleware-компоненти. Middleware надає інтерфейси як серверу, так і вебзастосунку. Тобто для сервера middleware є вебзастосунком, а для застосунка — сервером. Це дозволяє утворювати «ланцюжки» WSGI-сумісних middleware.
Middleware можуть брати на себе такі функції (однак не обмежуються наведеним):
- обробка сесій
- аутентифікація/авторизація
- управління URL (маршрутизація запитів)
- розподіл навантаження
- пост-обробка вихідних даних

## Сумісні з WSGI

### Вебзастосунки
- Trac — трекер, вікі, управління проєктами
- MoinMoin — вікі
- Roundup — трекер

### Вебфреймворкиісервери застосунків
- Zope 3
- Django
- Pylons
- TurboGears
- CherryPy
- mod wsgi
- Flask

## Зноски
1. ↑  записано на слух на PyCon Ukraine 2011